# Punt quàntic

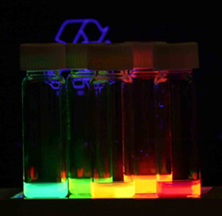
Fig.1 Diferents tipus de material de punt quàntic irradiats amb una font de llum ultraviolada, emeten llum d'espectre diferent.

Els punts quàntics (en anglès Quantum Dots) són partícules semiconductores de pocs nanòmetres de mida, que tenen propietats òptiques i electròniques que difereixen de les partícules més grans a causa de la mecànica quàntica. Són un tema central en nanotecnologia. Quan els punts quàntics són il·luminats per la llum UV, un electró del punt quàntic pot excitar-se fins a un estat d'energia superior. En el cas d'un punt quàntic semiconductor, aquest procés correspon a la transició d'un electró de la banda de valència a la banda de conducció. L'electró excitat pot tornar a caure a la banda de valència alliberant la seva energia mitjançant l'emissió de llum. Aquesta emissió de llum (fotoluminescència) s’il·lustra a la figura de la dreta. El color d'aquesta llum depèn de la diferència d'energia entre la banda de conductància i la banda de valència.
En el llenguatge de la ciència dels materials, els materials semiconductors a escala nanomètrica confinen estretament electrons o forats d'electrons. Els punts quàntics de vegades es coneixen com àtoms artificials, subratllant la seva singularitat, ja que tenen estats electrònics lligats i discrets, com els àtoms o molècules naturals. Es va demostrar que les funcions d'ona electrònica dels punts quàntics s'assemblen a les dels àtoms reals. Acoblant dos o més punts quàntics d'aquest tipus es pot fabricar una molècula artificial, que exhibeix hibridació fins i tot a temperatura ambient.
Els punts quàntics tenen propietats intermèdies entre semiconductors massius i àtoms o molècules discretes. Les seves propietats optoelectròniques canvien tant en funció de la mida com de la forma. Els QD més grans de 5-6 nm de diàmetre emeten longituds d'ona més llargues, amb colors com el taronja o el vermell. Els QD més petits (2-3 nm) emeten longituds d'ona més curtes, donant colors com el blau i el verd. No obstant això, els colors específics varien en funció de la composició exacta del QD.
Les aplicacions potencials dels punts quàntics inclouen transistors d'un sol electró, cèl·lules solars, LEDs, làsers, fonts de fotó únic, segona generació d'harmònics, computació quàntica, investigació en biologia cel·lular, microscòpia, i imatge mèdica. La seva petita mida permet suspendre alguns QD en solució, cosa que pot conduir a la seva impressió d'injecció de tinta i revestiment de rotació. S'han utilitzat en pel·lícules primes de Langmuir-Blodgett. Aquestes tècniques de processament resulten en mètodes de fabricació de semiconductors menys costosos i que consumeixen menys temps.

## Història
El terme “quantum dot” fou concebut el 1988. Van ser descoberts per Alexey Ekimox en una matriu de cristall amb solucions col·loidals.

## Explicació física
- El punt quàntic és el confinament de partícules en un espai limitat.[6]
- Segons el principi d'incertesa de Heisenberg ({\displaystyle \Delta x\cdot \Delta p\geq {\frac {\hbar }{2}}}) quan més limitem la primera variable {\displaystyle \Delta x} llavors per a mantenir el producte constant a {\displaystyle {\frac {\hbar }{2}}} cal que augmenti molt la segona variable {\displaystyle \Delta p}, que és precisament la quantitat de moviment, o sigui la velocitat i, per tant, s'incrementa l'energia. També equival a augmentar la banda prohibida (bandgap). Vegeu Fig.3

Fig.3 Model de bandes : banda de conducció (superior), banda prohibida (centre) i banda de valència (inferior)

## Comparació entre punt quàntic i àtoms
Els punts quàntics també es coneixen amb el nom d'àtoms artificials, ja que es comporten com una partícula discreta :
| Paràmetre            | Àtom                    | Punt quàntic |
| -------------------- | ----------------------- | ------------ |
| Dimensions           | 2-100 nm                | 0,1 nm       |
| Energia de salt      | 1 eV                    | 0,1 meV      |
| Energia d'ionització | 10 eV                   | 0,1 meV      |
| Camp magnètic        | {\displaystyle 10^{4}}T | 1-10 T       |

## Fabricació
- Els punts quàntics autoassemblats solen tenir una mida d'entre 5 i 50 nm. Els punts quàntics definits per elèctrodes de porta de dibuixos litogràfics o per gravat en gasos electrònics bidimensionals en heteroestructures semiconductors poden tenir dimensions laterals entre 20 i 100 nm.
- Alguns punts quàntics són petites regions d'un material enterrat en un altre amb una banda més gran. Aquestes poden ser les anomenades estructures nucli-closca, per exemple, amb CdSe al nucli i ZnS a la closca, o a partir de formes especials de sílice anomenades ormosil. Les carcasses de subcapa també poden ser maneres eficaces de passivar els punts quàntics, com ara els nuclis PbS amb carcasses de CdS de subcapa.
- Els punts quàntics de vegades es produeixen espontàniament en les estructures de pous quàntics a causa de les fluctuacions monocapa del gruix del pou.
- Els punts quàntics autoassemblats es nuclearen espontàniament en determinades condicions durant l'epitaxi de feix molecular (MBE) i l'epitaxi en fase vapor de vapor (MOVPE), quan es cultiva un material sobre un substrat al qual no s’adapta la xarxa.
- La soca resultant condueix a la formació d'illes sobre una capa d'humectació bidimensional. Aquest mode de creixement es coneix com a creixement de Stranski-Krastanov. Les illes es poden enterrar posteriorment per formar el punt quàntic. Un tipus àmpliament utilitzat de punts quàntics cultivats amb aquest mètode són l'arsènur de gali d'indi (InGaAs) els punts quàntics en arsenur de gal·li (GaAs). Aquests punts quàntics tenen el potencial d'aplicacions en criptografia quàntica (és a dir, fonts d'un sol fotó) i en càlcul quàntic. Les principals limitacions d'aquest mètode són el cost de fabricació i la manca de control sobre el posicionament de punts individuals. Es poden crear punts quàntics individuals a partir de gasos electrònics o forats bidimensionals presents en pous quàntics dopats remotament o en heteroestructures semiconductores anomenades punts quàntics laterals. La superfície de la mostra està recoberta amb una fina capa de resistència. A continuació, es defineix un patró lateral a la resistència mitjançant litografia de feix d'electrons. Aquest patró es pot transferir a l'electró o al gas de forat per gravat o mitjançant el dipòsit d'elèctrodes metàl·lics (procés d'elevació) que permeten aplicar tensions externes entre el gas electrònic i els elèctrodes. Aquests punts quàntics són principalment d'interès per a experiments i aplicacions que impliquen transport d'electrons o forats, és a dir, un corrent elèctric.
- L'espectre energètic d'un punt quàntic es pot dissenyar controlant la mida geomètrica, la forma i la força del potencial de confinament. A més, a diferència dels àtoms, és relativament fàcil connectar punts quàntics mitjançant barreres de túnels a conductors conductors, cosa que permet aplicar les tècniques d'espectroscòpia de túnels per a la seva investigació.

## Propietats òptiques
En els semiconductors, l'absorció de llum generalment fa que un electró s’exciti des de la valència fins a la banda de conducció, deixant enrere un forat. L'electró i el forat es poden unir entre si per formar un excitó. Quan aquest excitó es recombina (és a dir, l'electró reprèn el seu estat fonamental), l'energia de l'exciton es pot emetre com a llum. Això s’anomena fluorescència. En un model simplificat, l'energia del fotó emès es pot entendre com la suma de l'energia gap gap entre el nivell d'ocupació més alt i el nivell d'energia desocupat més baix, les energies de confinament del forat i l'electró excitat i l'energia lligada de l'exciton (el parell electró-forat).

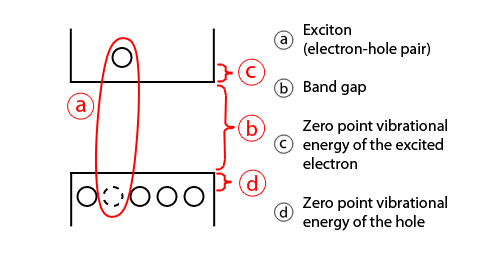

Com que l'energia de confinament depèn de la mida del punt quàntic, tant l'aparició de l'absorció com l'emissió de fluorescència es poden ajustar canviant la mida del punt quàntic durant la seva síntesi. Com més gran és el punt, més vermella (menor energia) és l'aparició d'absorció i l'espectre de fluorescència. Per contra, els punts més petits absorbeixen i emeten llum més blava (energia superior). Articles recents de Nanotecnologia i altres revistes han començat a suggerir que la forma del punt quàntic també pot ser un factor en la coloració, però encara no hi ha prou informació disponible. A més, es va demostrar [54] que la vida útil de la fluorescència està determinada per la mida del punt quàntic. Els punts més grans tenen nivells d'energia més espaiats en què es pot atrapar el parell electró-forat. Per tant, els parells electró-forat en punts més grans viuen més temps fent que els punts més grans mostrin una vida més llarga.
Per millorar el rendiment quàntic de fluorescència, es poden fer punts quàntics amb closques d'un material semiconductor de bandgap més gran al seu voltant. Es suggereix que la millora es deu al reduït accés d'electrons i forats a vies de recombinació de superfícies no radiatives en alguns casos, però també a causa de la reducció de la recombinació Auger en altres.

## Aplicacions potencials
- Computació, es podem utilitzar el punts quàntics com a qubits.
- Biologia, s'empren com a substituts de tints orgànics.
- Dispositius fotovoltaics, com cèl·lules solars amb major rendiment.
- Dispositius emissors de llum, amb un rendiment molt més alt.
- Dispositius fotodetectors